# T. Rex (группа)
T. Rex (с англ. — «Ти Рекс») — британская рок-группа, основанная в 1967 году в Лондоне под названием Tyrannosaurus Rex как акустический фолк-роковый дуэт Марка Болана и Стива Перегрина Тука. Являлись одними из ярчайших представителей «Британского Андеграунда» (UK Underground). В 1969 название было сокращено до T. Rex; добившись большого успеха в британских чартах начала 1970-х годов, группа стала одной из ведущих в глэм-рок-движении и просуществовала до смерти Болана в 1977 году.
В 2020 годy группа была включена в Зал славы рок-н-ролла.

## История группы

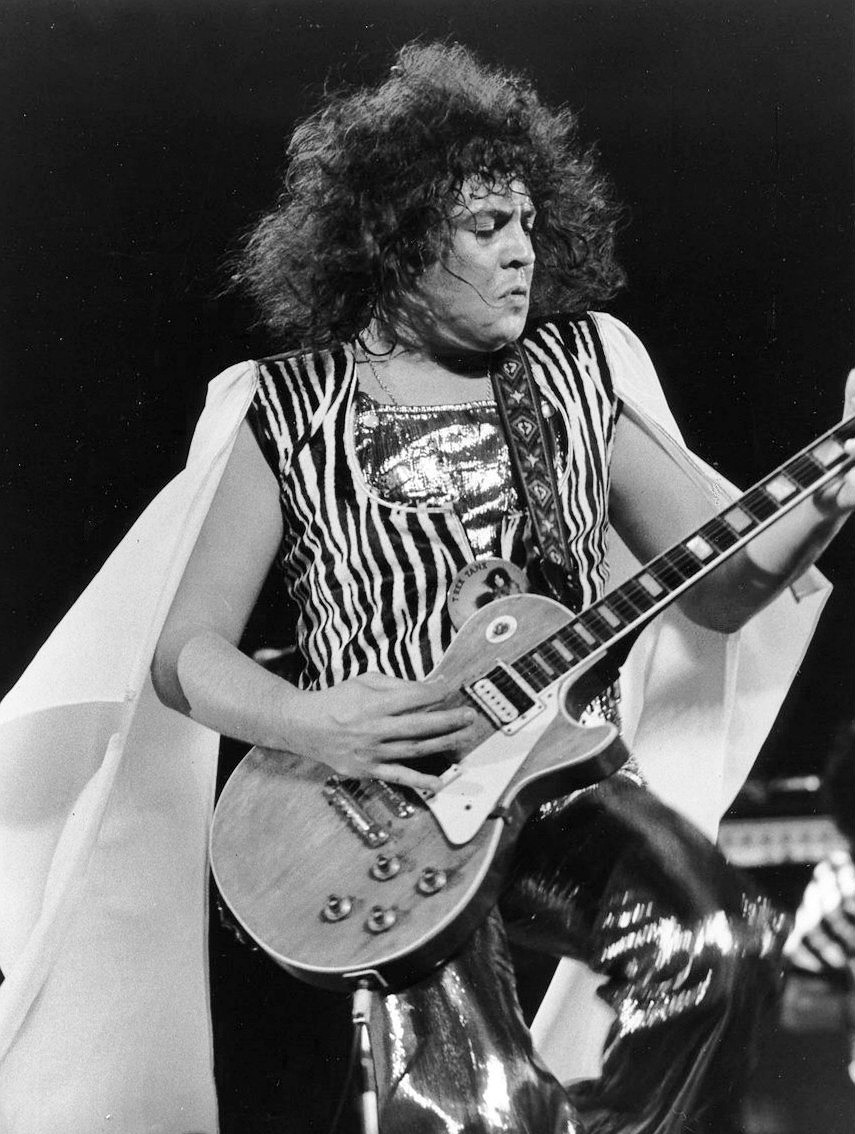
Марк Болан, 1973 год

Tyrannosaurus Rex была основана Марком Боланом в июле 1967 года. После провального выступления тогдашнего электрического квартета 22 июля в Electric Garden (Covent Garden, Лондон), включавшего тогда барабанщика Стива Портера, гитариста Бена Картланда и неизвестного бас-гитариста группа сразу же распалась. Впоследствии Марк оставил в составе Портера, который переключился на перкуссию под псевдонимом Стив Перегрин Тук. Дуэт начинает создавать эксцентричные, пасторальные, фольклорно окрашенные песни, вдохновлённые мифологией Джона Толкина. Сочетание акустической гитары Болана с бонгами Стива Тука, а также ассорти из различных ударных инструментов включающих зачастую и детский пиксифон, заработало им последующий успех на андерграундной сцене. Британский диск-жокей, известный радиоведущий BBC Radio 1 Джон Пил транслировал их музыку и тем самым поддержал группу. Ключевое влияние оказал на группу Тони Висконти, который активно занимался продюсированием альбомов группы во втором «глэм-роковом» периоде их существования.

### Эра акустического дуэта
С 1968 год по 1969 годы дуэт выпустил три альбома, которые имели лишь скромный успех. Благодаря Джону Пилу они регулярно появляются на ВВС. Группа, однако, получает не лучшие отзывы от журналистов и критиков, которых раздражает их постоянное появление в радиошоу Джона Пила. В 1969 году наметился явный разрыв между двумя участниками Tyrannosaurus Rex. Болан со своей подругой Джун Чайлд жил тихой спокойной жизнью, в то время как Тук был полностью захвачен антикоммерческим, общинно-наркотическим образом жизни, сосредоточием этого андерграунда были анархисты из района Ледброук-Гроув (музыканты, которых объединяли взгляды на современную музыку, тяга к алкоголю и недовольство своими группами). Тук познакомился с Миком Фарреном (Deviants), а также с участниками Pink Fairies. Между тем Тук сочинял свои собственные песни и хотел исполнять их с Боланом, но тот отказывался. Две песни Тука, включая «The Sparrow Is a Sing», вошли в сольный альбом Твинка «Think Pink», не получивший одобрения Болана. Сотрудничество Болана и Тука завершается после выхода альбома «Unicorn», хотя они и были связаны контрактными обязательствами по проведению тура по США, который был обречён ещё до того как начался. Плохое продвижение и планирование тура привело к тому, что мягкое звучание акустического дуэта на фоне звучавшей повсеместно громкой электрогитарной музыки не воспринималось зрителями. Тук по-своему решил эту проблему, заимствуя шок-роковый стиль Игги Попа, Тук так объяснял это: «Я стянул с себя рубашку в Sunset Strip, где мы играли, и лупил себя до тех пор, пока все не заткнулись, лупил ремнём до крови и весь Лос-Анджелес заткнулся. Этот психический припадок на сцене, я думаю, был вполне в духе The Stooges Игги Попа». Сразу по возвращении в Великобританию, Болан выводит Тука из состава группы и заменяет его Микки Финном, который оставался до 1975 года. Вместе они записали альбом «A Beard of Stars», последний альбом, который вышел под именем Tyrannosaurus Rex. В отличие от Тука, Финн не был честолюбивым сочинителем песен и, как отмечал Тони Висконти, был далеко не так талантлив, как Тук. Его бэк-вокал не был достаточно сильным, и Марку приходилось перезаписывать его, усиливая своим собственным голосом.

### Ранний глэм
Название группы становится короче, их альбомы лучше продаются, песни, сочиняемые Боланом, становятся более доступными, а эксперименты с электрогитарами создают роковое звучание. Прорывом стал сингл «King of the Rumbling Spires», (записанный со Стивом Туком). В этот же период публикуется книга стихов Болана «The Warlok of Love», осмеянная критиками, и тем не менее, ставшая бестселлером своего времени.
Следующий альбом, озаглавленный просто «T. Rex», продолжил движение к упрощению, следствием чего явилось укорачивание названия группы, и окончательная замена акустической гитары электрогитарой. Тони Висконти в процессе работы, обозначая студийные варианты, не писал полностью название группы, а сокращал его до T. Rex, когда Болан впервые заметил это, он был очень возмущён, но позднее утверждал, что эта идея принадлежала ему. Звучание группы становится более попсовым, и первый сингл, который достигает второго места в британском хит-параде в конце 1970 года — «Ride a White Swan». В начале 1971 года альбом T. Rex попадает в первую двадцатку лучших альбомов Великобритании, хотя вышеупомянутый сингл и не был включён в состав этого альбома.
За первым синглом быстро последовал второй — «Hot Love», который занял первое место в британском хит-параде и оставался на нём в течение шести недель (ни один из синглов в 1971 году не продержался столь долго на первом месте). Состав группы расширяется, с появлением бас-гитариста Стива Карри и барабанщика Билла Ледженда. Аудитория группы также взрослеет, вместо тинейджеров в ней начинают преобладать хиппи. Челита Секунда (жена Тони Секунда, менеджера The Move, а также в течение небольшого времени и T. Rex) наносит немного блёсток на веки Болана, перед его появлением в студии для записи в телевизионной программе ВВС, что вероятно, можно рассматривать как зарождение глэм-рока. (Некоторые атрибуты его появления принадлежат Элису Куперу, который использовал элементы женской одежды в своих выступлениях, однако первый альбом Tyrannosaurus Rex появился до Купера и Болан как известно использовал женскую одежду ещё до того, как официально появился глэм-рок). Благодаря Болану в Великобритании зародился глэм-рок, откуда в течение 1971—1972 годов он успешно распространился по всей Европе.

Появление электрогитар совпало с изменением образа и стиля солиста, который становился всё более лиричным и сексуальным, что очень оскорбило его поклонников хиппи. Лирическое содержание песен Tyrannosaurus Rex сохранилось, но волшебные сказки о колдунах и волшебстве пересыпаны теперь чувственными нарезками, состоящими из сладострастных стонов и намёков. Этот период творчества группы оказал большое влияние на исполнителей 1980-х годов, в том числе на Принса.

### Коммерческий успех

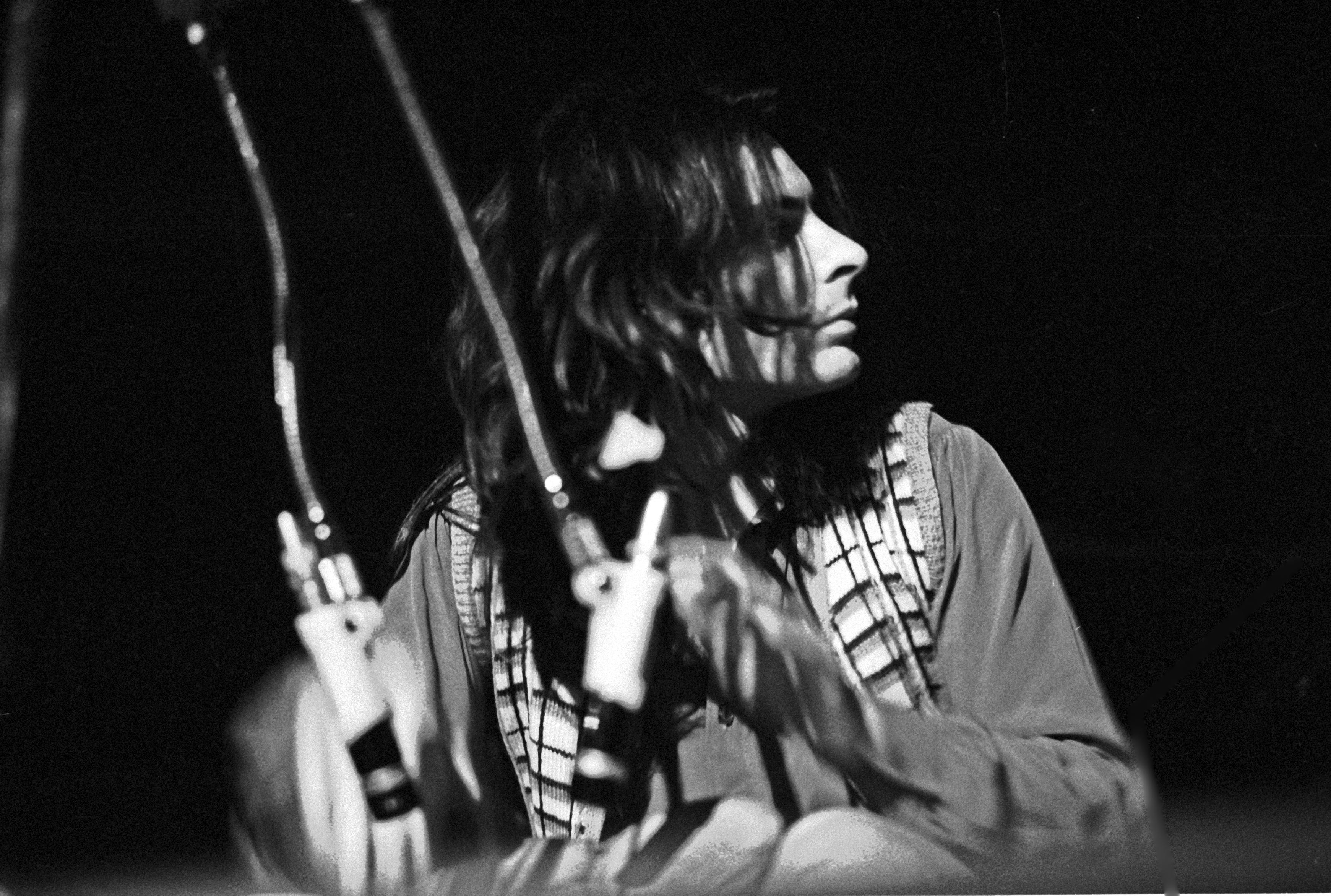
Мики Финн на концерте в Гамбурге, 1972/73 год

Второй альбом T. Rex «Electric Warrior» вышел в сентябре 1971 года, с участием бас-гитариста Стива Карри и барабанщика Билла Леджента. Этот альбом один из лучших, принес успех и славу группе. Публицист BP Fallon создает новый термин «T. Rextasy» по аналогии с Beatlemania.
В альбом «Electric Warrior» вошла самая известная песня T. Rex, вышедшая в Великобритании под названием «Get It On», которая заняла первое место в британском хит-параде также как и альбом, в который она вошла. В январе 1972 она попадает в первую десятку лучших хитов США, правда под изменённым названием («Bang a Gong»), чтобы отличить её от песни группы Chase, вышедшей в том же 1971 году под тем же названием. «Get It On» наряду с ранними хитами Боуи и «Rock and Roll» Гари Глиттера, стала одной из песен глэм-рокового стиля, имевших успех в США. Однако две песни из альбома «Cosmic Dancer» и «Girl» напоминают об акустическом трубадурском прошлом Болана.
«Electric Warrior» был последним альбомом группы, записанным с Fly Records, Болан расстается с ними, когда заканчивается его контракт. Болан заключает договор с EMI с соглашением о тиражировании записей в Великобритании под своим собственным лейблом T. Rex Records «T. Rex Wax Co».
18 марта 1972 года T. Rex отыгрывает два концерта в Empire Pool, Wembley, которые были засняты Ринго Старром и его командой из Apple Films. Большая часть второго концерта была включена Марком Боланом в его собственный фильм «Born to Boogie». Кроме концерта T. Rex, в фильме присутствуют кадры, снятые в особняке Джона Леннона, и музыкальный номер с T. Rex, дополненный Ринго Старром на вторых ударных и Элтоном Джоном на пианино. Элтон Джон, участвуя вместе с Боланом в Рождественской программе телевидения ВВС в 1971 году, играет партию фортепиано для «Get it On».
Третий альбом T. Rex «The Slider» был выпущен в июле 1972 года. Он стал самым успешным альбомом группы в США, но не имел такого оглушительного успеха в Великобритании, как предыдущий альбом «Electric Warrior», и в результате достиг только четвёртого места в хит-параде Великобритании. В течение весны и лета 1972 года прежний лейбл Болана Fly Records выпускает альбом-сборник «Bolan Boogie», который занимает первое место в хит-параде, что препятствует продажам нового альбома T. Rex — «The Slider». Две песни из альбома «The Slider», «Telegram Sam» и «Metal Guru», выпускаются как синглы, но не имеют успеха в США, зато в Великобритании занимают первое место.
Премьера фильма «Born to Boogie» состоялась в Oscar One cinema в Лондоне в декабре 1972 года в присутствии Болана, Ринго Старра и Элтона Джона. Фильм получил негативные отзывы критиков и горячее одобрение фанов группы. Фильм был переиздан в 2005 году на двух DVD лейблом Sanctuary Records. В него вошли оба концерта в Wembley (18 марта 1972 года), звук смикширован Тони Висконти в современном формате 5.1 surround-sound, фильм отредактирован с помощью оригинального негатива.

### Закат
Начиная с альбома «Tanx» заканчивается пора классического T. Rex. «Tanx» был очень хорошо спродюсирован и полон меланхолических баллад, звучание T. Rex было дополнено такими инструментами, как мелотрон и саксофон. Участники группы начинают покидать её. Первым уходит Билл Леджент, в ноябре 1973 года он разрывает свои отношения с Боланом из-за его все более эгоистического поведения, которое подпитывается успехом, деньгами, кокаином и бренди. Болан расстаётся со своей женой Джун, бывшей также и его менеджером. Во время второго тура по США начинается роман между Боланом и американской певицей Глорией Джонс.
В начале 1974 года Болан расстается с Тони Висконти после выхода альбома «Zinc Alloy and the Hidden Riders of Tomorrow». Альбом был выпущен 1 февраля 1974 года и занял 12 позицию в хит-параде Великобритании. Альбом возвращает слушателей к раннему периоду T. Rex. с длинными названиями песен и сложной лирикой, но одобрения критиков он не получил. T. Rex. расширяет свой состав, включая в него ещё двух гитаристов. В 1975 году выходит новый альбом «Bolan’s Zip Gun», спродюсированный самим Боланом. Музыка, звучащая в этом альбоме, более тяжелая, футуристическая. Последняя песня, которая была записана с Висконти — «Till Dawn», была перезаписана Боланом для этого альбома. Альбом не получает хорошей прессы, журнал «Rolling Stone», например, присуждает альбому «Zinc Alloy» одну звезду из пяти, а британская пресса обвиняет автора в копировании Боуи.
Джонс становится бэк-вокалисткой Болана, музыкантом его группы, возлюбленной и матерью его единственного сына Ролана, который родился в сентябре 1975 года. Микки Финн покидает группу в декабре 1974 года. По слухам, всегда страдавший комплексом Наполеона, Болан становится чрезвычайно замкнутым, и от недоброжелательства прессы на целых три года скрывается в Монте-Карло и в США, однако продолжая выпускать синглы и альбомы. Не придерживаясь более вегетарианства, он переходит на тяжёлую пищу, которая в сочетании с алкоголем приводит к тому, что Болан активно набирает вес, что ещё более высмеивается музыкальной прессой.

### Возрождение
Предпоследний альбом T. Rex «Futuristic Dragon» выходит в 1976 году, дисгармоничное, шизофреническое звучание полностью противоположно звучанию предыдущих альбомов, в которых присутствовала ностальгия по-прежнему T. Rex. Несмотря на то, что критиками он принят лучше, чем предыдущий альбом, он достигает только 50 места в хит-параде Великобритании. Однако сингл «New York City» занимает 15 место летом 1975 года, а «Dreamy Lady» 30 место. В поддержку этого альбома Болан принимает участие в телевизионных передачах и отправляется в турне по Великобритании.
В конце лета 1976 года, T. Rex представляет два новых сингла «I Love to Boogie», который занимает 13 место в хит-параде и входит в состав последнего их альбома «Dandy in the Underworld», а также ‘Laser Love" (42 место). В начале 1977 года альбом «Dandy in the Underworld» выходит на суд критиков. Болан, вновь похудевший, возвращается к своему прежнему облику эльфа. Синглы «I Love to Boogie» и «Cosmic Dancer» вместе с несколькими другими песнями T. Rex вошли в саундтрек фильма «Билли Эллиот» вышедшего в 2000 году.
Весной 1977 года начинается тур по Великобритании вместе с группой The Damned, а в конце лета Болан начинает вести своё шоу на телевидении, которое называется «Марк». Для представителей панк-рока Болан являлся крестоносцем, и он постоянно приглашает их в своё шоу. Во время программы он исполняет свои старые и новые песни и старается «навести мосты» между роком начала семидесятых и новым поколением музыкантов.
Болан наслаждается новой волной популярности, он ведёт переговоры о воссоединении с Финном, Туком, а также с Тони Висконти.
Последний эпизод шоу был записан 7 сентября 1977 года, долгожданное представление с его старым другом Дэвидом Боуи, в котором они спели дуэтом. Это было последнее появление Болана на публике, он умер через неделю.

### Смерть Болана
Болан и Глория Джонс провели вечер 15 сентября 1977 года, ужиная и выпивая в клубе в центре Лондона. Возвращаясь домой рано утром 16 сентября на красной Мини 1275GT, меньше чем в полутора километрах от дома они разбились, врезавшись в дерево (сейчас на этом месте находится памятник Болану). Болан погиб. Находившаяся за рулём Глория Джонс получила травмы, но выжила. Вскоре вместе с сыном Роланом она покинула Англию и вернулась на родину в США.
Болан умер за две недели до своего тридцатилетия. Он никогда не учился водить машину, так как очень боялся погибнуть в автокатастрофе. В радиоинтервью с Ником Хорном в 1973 году Хорн спросил Болана о его надеждах и планах на ближайшие пять лет. «Я надеюсь, что буду жив. Это всё, что я могу сказать», — ответил Болан. По слухам, Болан говорил Глории Джонс, что он не надеется дожить до своего тридцатилетия и до второго дня рождения сына. Однако было известно также, что он планировал свадьбу с Джонс в начале 1978 года. Номер еженедельника NME, найденный в разбитой машине, был открыт на интервью, озаглавленном «Надеюсь, я умру до того, как состарюсь».

### T-Rex Микки Финна
В 1997 году Микки Финн, Ролан (сын Марка Болана) вместе с другими музыкантами бывшими участниками группы решили возродить группу к двадцатой годовщине со дня смерти Марка Болана. Они назвали её Mickey Finn’s T-Rex, поскольку Болан был лидером оригинального T. Rex. 11 января 2003 года Микки Финн умер из-за связанных с алкоголем проблем с печенью. В течение пяти лет после смерти Микки Финна группа называлась T-Rex. В июле 2008 года после долгих перипетий группа вновь возвращается к прежнему названию Mickey Finn’s T-Rex.

## Бывшие участники
- Марк Болан — соло/ритм-гитара, ведущий вокал (июль 1967 — сентябрь 1977; умер в 1977), также клавишные (январь 1969 — сентябрь 1970)
- Бен Картленд — гитара (июль 1967)
- неизвестно — бас (июль 1967)
- Стив Перегрин Тук — перкуссия, бэк-вокал (август 1967 — сентябрь 1969; умер в 1980), также ударные (июль 1967, январь — сентябрь 1969), бас (январь — сентябрь 1969)
- Микки Финн — перкуссия, бэк-вокал (октябрь 1969 — февраль 1975; умер в 2003), также ударные (октябрь 1969 — март 1971) и бас (октябрь 1969 — декабрь 1970)
- Стив Карри — бас (декабрь 1970 — август 1976; умер 1981)
- Билл Легенд — ударные (март 1971 — ноябрь 1973)
- Глория Джонс — клавишные, тамбурин, вокал (июль 1973 — август 1976)
- Джек Грин — соло-гитара (июль 1973 — ноябрь 1973)
- Дино Дайнс — клавишные (январь 1974 — сентябрь 1977; умер в 2004)
- Пол Фентон — ударные (декабрь 1973 — февраль 1974), а также перкуссия (ноябрь 1974)
- Дэйви Латтон — ударные (январь 1974 — август 1976), а также перкуссия (февраль 1975 — август 1976)
- Миллер Андерсон — соло-гитара (август 1976 — июнь 1977)
- Херби Флауэрс — бас (август 1976 — сентябрь 1977)
- Тони Ньюман — ударные, перкуссия (август 1976 — сентябрь 1977)

## Дискография
Tyrannosaurus Rex
- My People Were Fair and Had Sky in Their Hair... But Now They're Content to Wear Stars on Their Brows (1968)
- Prophets, Seers & Sages: The Angels of the Ages (1968)
- Unicorn (1969)
- A Beard of Stars (1970)

T. Rex
- T. Rex (1970)
- Electric Warrior (1971)
- The Slider (1972)
- Tanx (1973)
- Zinc Alloy and the Hidden Riders of Tomorrow (1974)
- Light of Love (Американский релиз, 1974)
- Bolan's Zip Gun (1975)
- Futuristic Dragon (1976)
- Dandy in the Underworld (1977)